# Gmina Eden (hrabstwo Decatur)

Położenie Gminy Eden w hrabstwie Decatur

Gmina Eden (ang. Eden Township) – gmina w USA, w stanie Iowa, w hrabstwie Decatur. Według danych z 2000 roku gmina miała 279 mieszkańców, a jej powierzchnia wynosi 93,67 km².